# Modesto Ponce
Modesto Ponce Maldonado (Quito, 1938) es un empresario y escritor ecuatoriano.
Se inició en la literatura de forma tardía. Su primer libro fue la colección de cuentos También las arcillas, que publicó en 1997, a los 60 años. A este libro le siguió la novela El palacio del diablo, publicada en 2005 y que ganó el Premio Joaquín Gallegos Lara a la mejor novela del año. El nombre del libro, de intrincada estructura narrativa, fue tomado de un prostíbulo que existió en la época colonial de Quito, en el sector de La Ronda.
Su siguiente novela, La casa del desván, se convirtió en una de las diez finalistas al Premio Planeta-Casa de América, al que Ponce la presentó bajo el seudónimo Sergio Lozada. La novela fue publicada en 2008 por Editorial Planeta y narra en primera persona los pensamientos de un hombre en un manicomio que sufre esquizofrenia.
En 2017 recibió una mención de honor del Premio La Linares de Novela Breve por su novela Adela, que trata el tema de la eutanasia.
Ponce ha colaborado adicionalmente con varias revistas literarias, entre ellas El Búho, Eskeletra, Kipus y Letras del Ecuador.

## Obras
Cuentos
- También las arcillas (1997)
- Los hombres sin rostro (2012)

Novelas
- El palacio del diablo (2005)
- La casa del desván (2008)
- Los lenguajes de la piel (2013)[2]
- Adela (2017)